# Broken Sword: The Shadow of the Templars
Broken Sword: The Shadow of the Templars er det første spil i Broken Sword-serien og udkom den i 1996, udgivet af Virgin Interactive Entertainment. Spillet fik flotte anmeldelser og er til dato Revolution Softwares største salgssucces. The Shadow of the Templars er udkommet til PC, Playstation, Mac og Game Boy Advance. Siden er der føjet tre kapitler til serien: Broken Sword II: The Smoking Mirror, Broken Sword: The Sleeping Dragon og Broken Sword: The Angel of Death. 

## Historie
Spillet starter da George Stobbart, på et besøg i Paris, sætter sig ved en lille café og bestiller en kop kaffe. Imens han bestiller kommer en mand iklædt et klovnekostume ind på cafeen. George når kun lige at undre sig over den mærkværdige klovn, før der lyder et brag og cafeen springer i luften. George slipper med skrækken og kommer lidt efter til sig selv igen. Politiet ankommer kort tid efter og udspørger George om hvad han så før eksplosionen. George forklarer hvad han så, men politiet tror ikke på at der har været en klovn. Den lokale journalist Nico Collard er derimod meget interesseret i at høre George Stobbarts historie, og de beslutter sig for i fællesskab at opklare forbrydelsen på egen hånd. Det går dog hurtigt op for de to, at forbrydelsen er en del af en større sammensværgelse om genopvækkelsen af en ældgammel kult og jagten på en af tempelherrernes største skatte. Herefter går jagten gennem Paris' gader og gennem landene Irland, Syrien, Spanien og til sidst Skotland. 

## Lokationer
- Paris – Denne by indeholder mange minder for George; kærlighed, venskab og endda død. Det er her eventyret begynder efter eksplosionen i den lille café og det meste af spillet er centreret om denne by. George vender tilbage et utal af gange for at efterforske nye områder i byen.

- Irland – Den lille by Lochmarne har tidligere været et område med store arkæologiske interesser. Den berømte professor Peagram som bor i byen er af uforståelige årsager stoppet en udgravning ved sit slot. Det viser sig at professoren tilsyneladende er blevet truet til at holde inde med udgravningen. George er opsat på at opklare hvorfor.

- Syrien – Byen Marib i Syrien er George' næste destination. Morderen i Paris havde en tændstikæske hvor der stod navnet på en eksklusiv klub, Club Alamut i Marib. Nu vil George finde ud af hvad det er for et sted og hvorfor morderen sandsynligvis havde planer om at vende tilbage til Marib.

- Spanien – George besøger en spansk villa ejet af en velstående ældre kvinde i håbet om at kunne afsløre hemmelgheden om hendes forfædre, som efter sigende skulle have været en del af tempelherrerne.

- Skotland – En farlig togtur gennem Skotland bringer Nico og George til en ældgammel kirke, hvor den endelige konfrontation med den mystiske alliance finder sted.